# لوكا أندرادا
لوكا أندرادا (بالإسبانية: Luca Andrada)‏ هو لاعب كرة قدم أرجنتيني في مركز الوسط، ولد في 22 أبريل 2001 في لانوس في الأرجنتين. لعب مع نادي راسينغ.

## وصلات خارجية
- لوكا أندرادا على موقع قاعدة بيانات كرة القدم.إي يو (الإنجليزية)
- لوكا أندرادا على موقع Soccerway.com (الإنجليزية)